# Phare de Little Ross
Le phare de Little Ross est un phare situé sur la petite île nommé Little Ross du côté occidental de l'entrée de la baie de Kirkcudbright, dans le comté de Dumfries and Galloway dans le sud-ouest de l'Écosse.
Ce phare est géré par le Northern Lighthouse Board (NLB) à Édimbourg, l'organisation de l'aide maritime des côtes de l'Écosse.

## Histoire
Le phare a été construit en 1843 par l'ingénieur écossais Alan Stevenson sur la petite île de Little Ross. C'est une tour cylindrique en maçonnerie de 22 m de haut, avec galerie à rambarde et lanterne, attenante à une maison de gardien d'un étage. L'édifice est peint en blanc, le dôme de la lanterne est peint en noir.
Son plan focal est de 60 m au-dessus du niveau de la mer et le phare émet un flash blanc toutes les 5 secondes. La lentille de Fresnel de 4e ordre qui équipait cette lanterne est exposée au Musée Stewartry à Kirkcudbright depuis décembre 2014. La lumière avant du phare est installée dans un petit poste avancé. Le phare a été automatisé en 1961 et n'est accessible seulement que par bateau.
La station est maintenant une résidence privée.

## Meurtre en août 1960
En août 1960, deux gardiens de phare étaient en service le jour de congé du gardien principal. Le secrétaire de la section locale de la Royal National Lifeboat Institution est arrivé sur l'île avec son fils pour le déjeuner et une promenade. Ils ont découvert le corps de l'un des gardiens, Hugh Clark. Après une recherche policière à l'échelle nationale, l'autre gardien, Robert Dickson, a été arrêté et déclaré coupable de meurtre pour lequel il a été condamné à être pendu.

### Lien connexe
- Liste des phares en Écosse